# (33749) 1999 QO
(33749) 1999 QO est un astéroïde de la ceinture principale découvert en 1999.

## Description
(33749) 1999 QO a été découvert le 19 août 1999 à l'observatoire d'Ondřejov, situé près du village de Ondřejov, à environ 35 km au sud-est de Prague (République tchèque), par Petr Pravec.

### Caractéristiques orbitales
L'orbite de cet astéroïde est caractérisée par un demi-grand axe de 2,99 ua, un périhélie de 2,77 ua, une excentricité de 0,07 et une inclinaison de 7,69° par rapport à l'écliptique. Du fait de ces caractéristiques, à savoir un demi-grand axe compris entre 2 et 3,2 ua et un périhélie supérieur à 1,666 ua, il est classé, selon la JPL Small-Body Database, comme objet de la ceinture principale.

### Caractéristiques physiques
(33749) 1999 QO a une magnitude absolue (H) de 13,6 et un albédo estimé à 0,033.